# Système solaire suédois
Le système solaire suédois est une représentation du système solaire exploitant la position relative de lieux de la capitale et d'autres villes de Suède : le Soleil est représenté par le Avicii Arena dans le Sud de Stockholm (ce bâtiment était d'ailleurs le plus grand bâtiment sphérique du monde avant la construction de la Sphère du Venetian Resort à Las Vegas) ; les planètes telluriques (Mercure, Vénus, la Terre et Mars) sont également situées à Stockholm. En revanche, les planètes gazeuses (Jupiter, Saturne, Uranus, Neptune et Pluton) ont été placées le long de la mer Baltique, vers le nord. Le système a été lancé par Nils Brenning, professeur à l'Institut royal de technologie de Stockholm, et Gösta Gahm, professeur à l'Université de Stockholm,. L'échelle de ce système solaire miniature est le 20 millionième (1/20 millions), c'est-à-dire qu'un mètre représente 20 000 km. La distance entre les bâtiments les plus éloignés est d'environ 1 325 km.

## Description

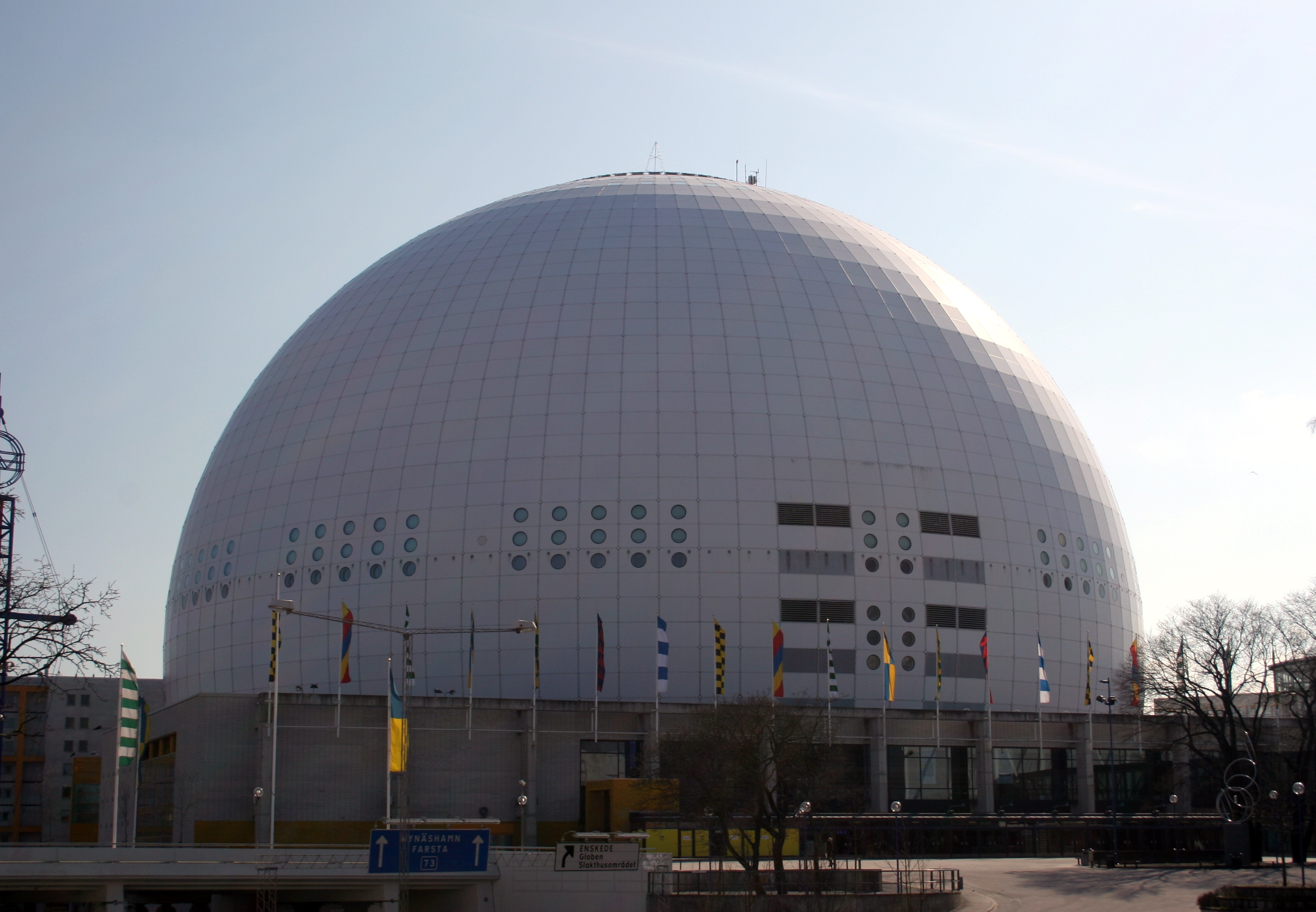
L'Avicii Arena représentant le soleil dans le Système solaire suédois

Les corps représentés dans ce modèle incluent le Soleil, les planètes (et certaines de leurs lunes), les planètes naines et de nombreux petits corps (comètes, astéroïdes, transneptuniens, etc.), ainsi que des concepts abstraits (comme la zone de choc terminal). L'existence de nombreux petits corps dans le système solaire réel permet d'agrandir le modèle.
Le Soleil, Avicii Arena (ancien Globen) : 110 m de diamètre (couronne incluse). Globen signifie « le globe » en suédois.

### Planètes telluriques
- Mercure, musée de la ville de Stockholm (sv), 25 cm de diamètre, distante de 2 900 m du Globe.
- Vénus, KTH (École royale polytechnique), 62 cm de diamètre, située à 5 500 m du Globe, inaugurée le 8 juin 2004. Il y a aussi un modèle de Vénus au musée de l'Observatoire de Stockholm.
- La Terre, au Cosmonova (au sein du Musée d'histoire naturelle), 65 cm de diamètre, située à 7 600 m du Globe. On peut trouver le modèle réduit de la Lune, 18 cm de diamètre, à un autre endroit du musée.
- Mars, Mörby centrum, un centre commercial au nord-est de Stockholm. Le modèle réduit de Mars mesure 35 cm de diamètre et est situé à 11,6 km du Globe.

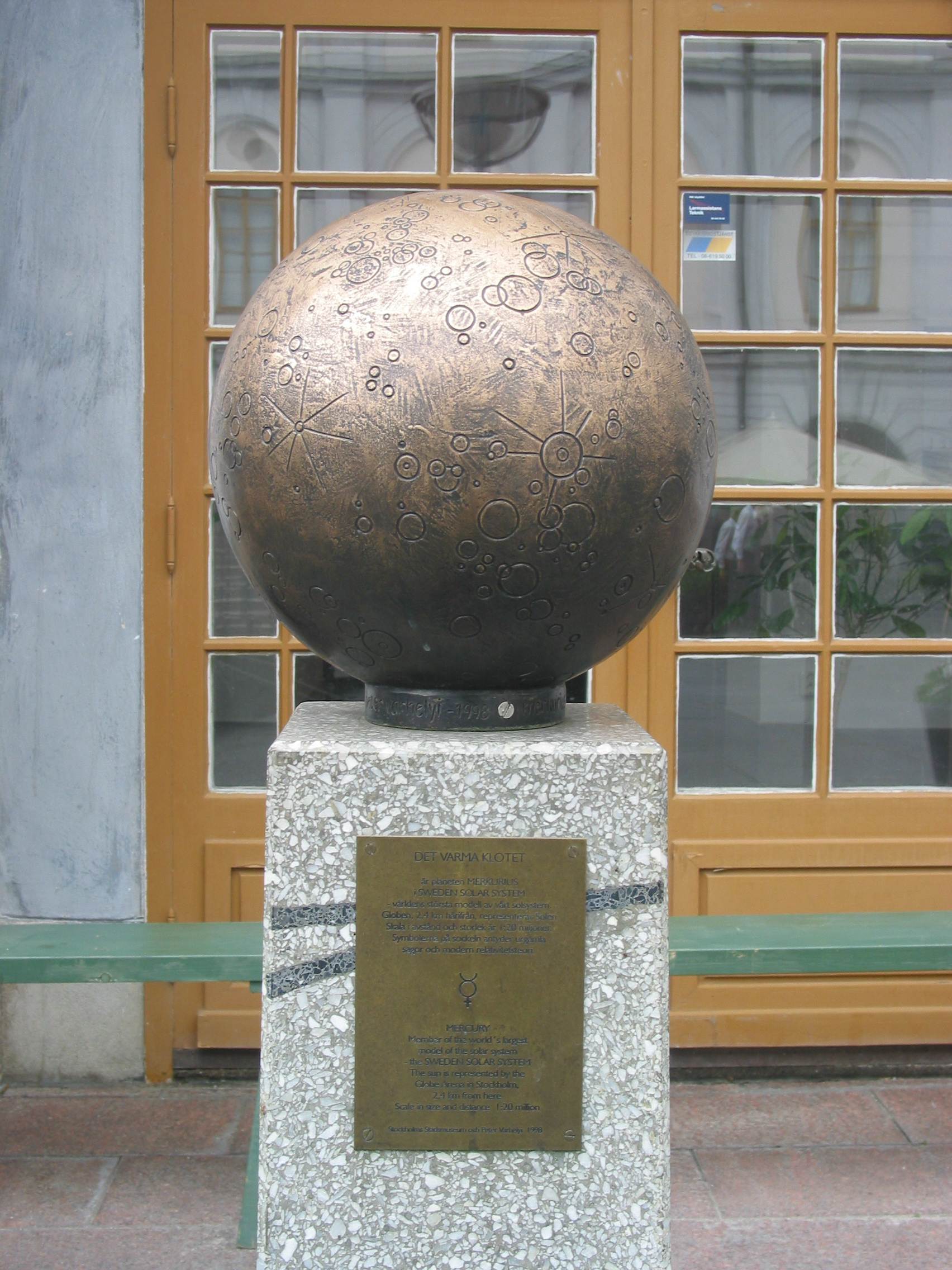
Mercure
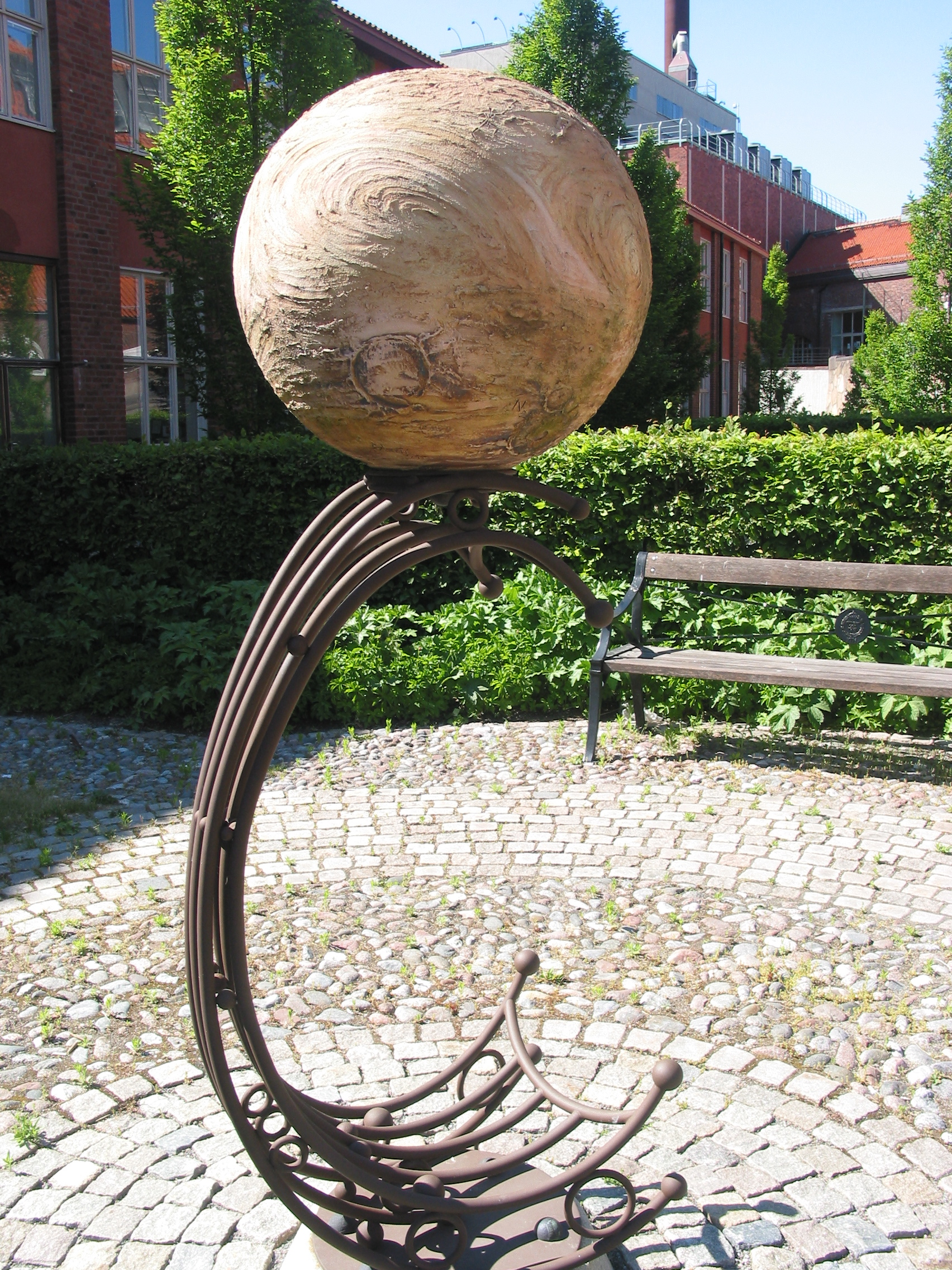
Vénus
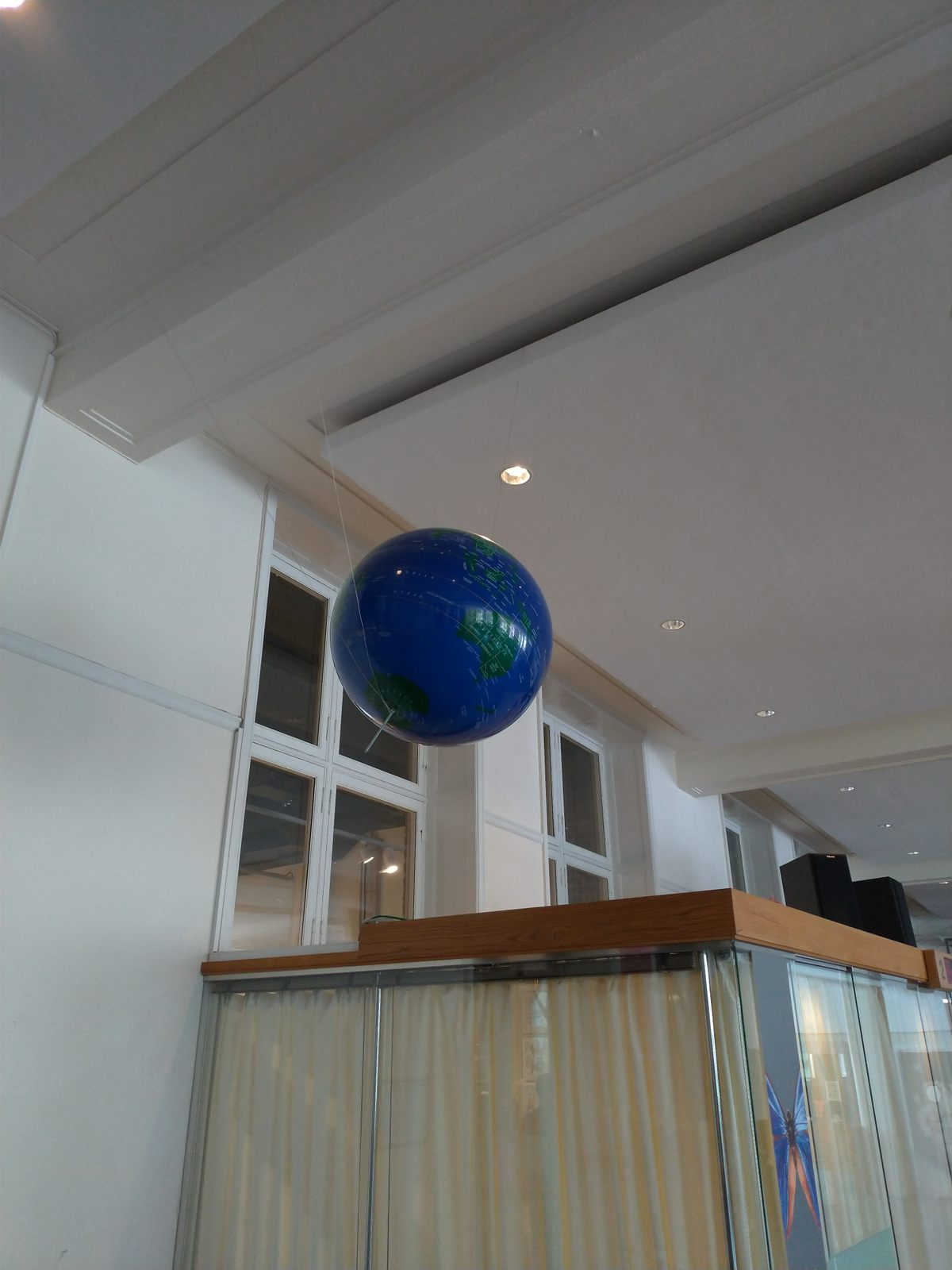
Terre
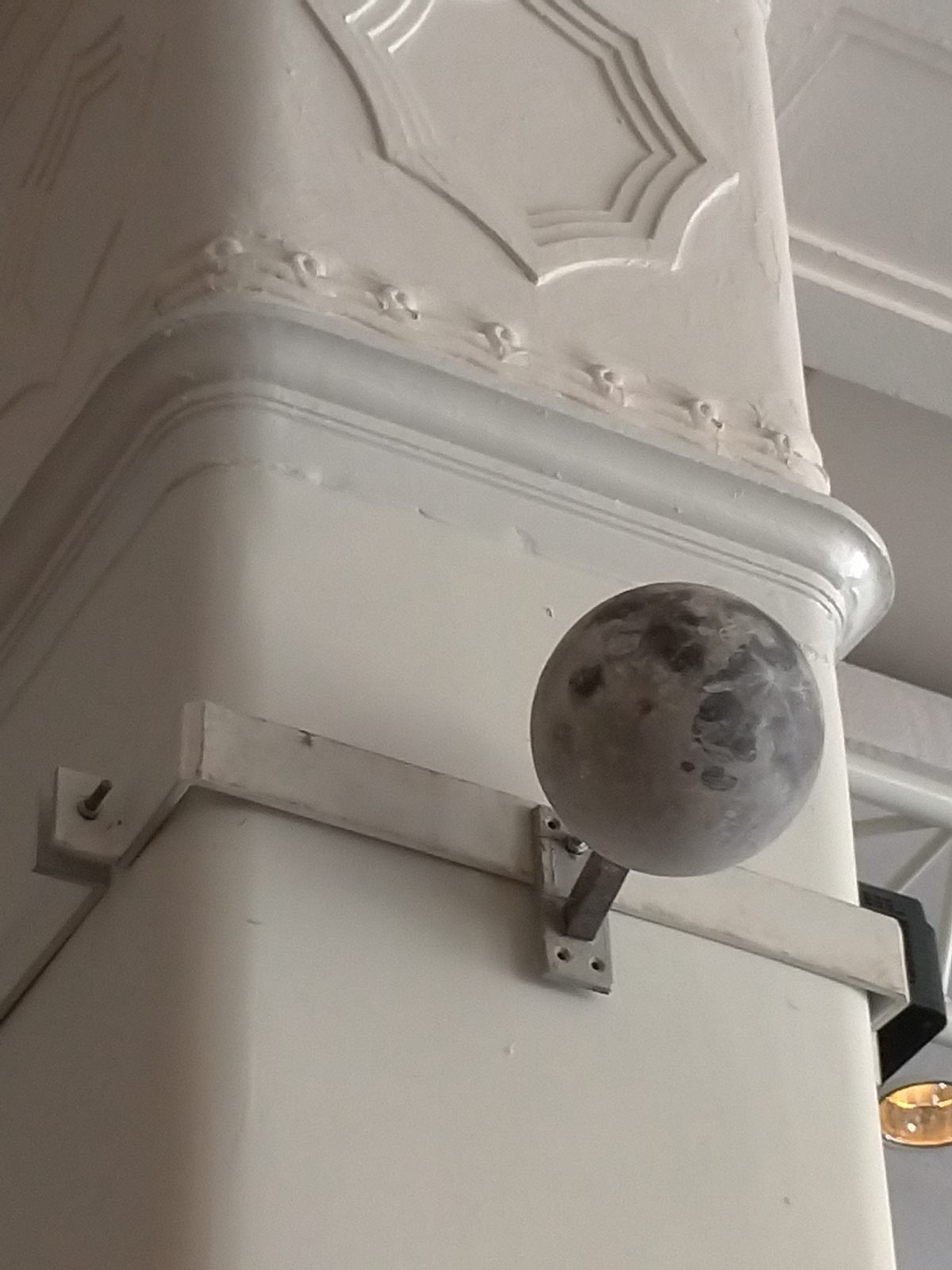
Lune
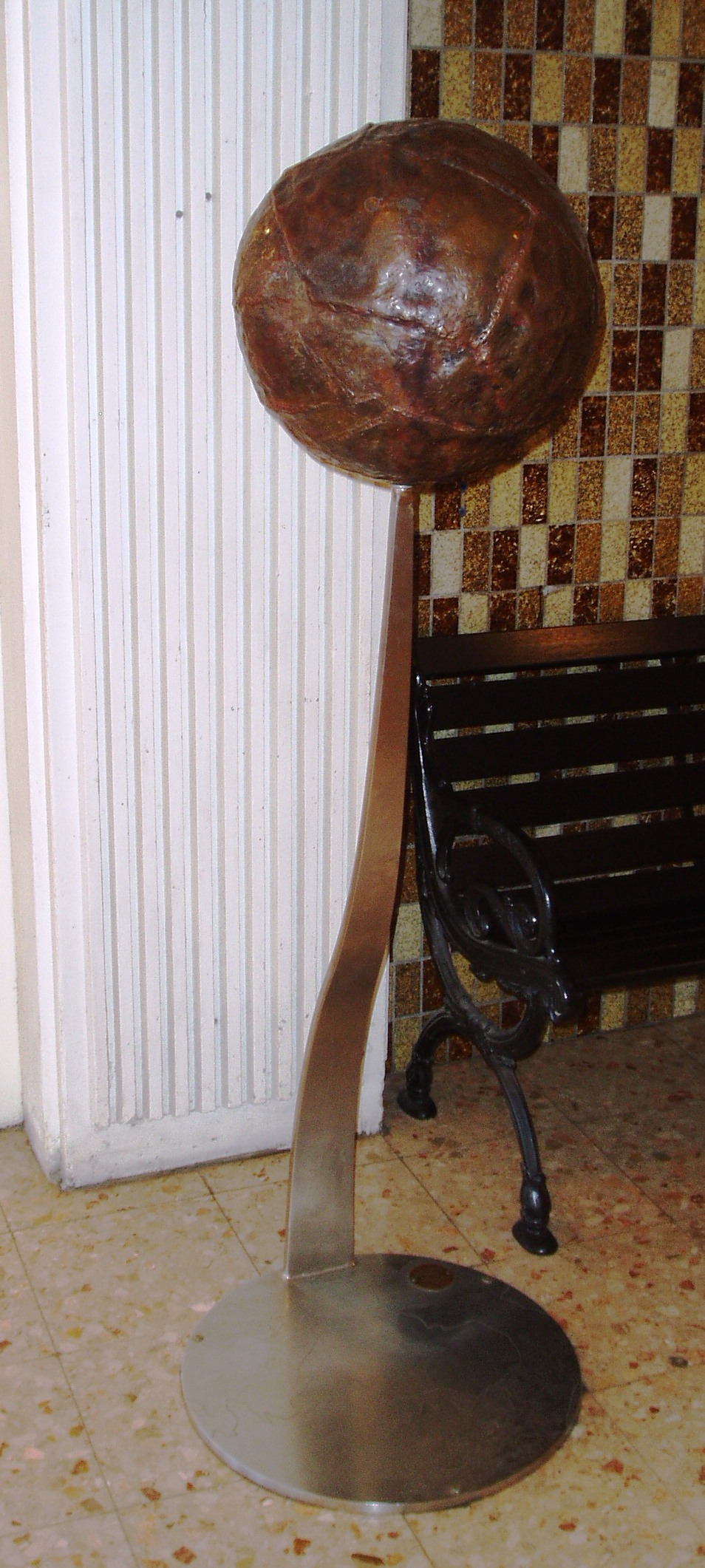
Mars

### Planètes gazeuses
- Jupiter, à l'aéroport de Stockholm-Arlanda, sous forme d'un tore dans un hôtel près de Sky City. Il mesure 7,3 m de diamètre et est située à 40 km du Globe.
- Saturne, dessinée à même le sol (6,1 m de diamètre), située à l'extérieur de l'ancien observatoire d'Anders Celsius dans le centre d'Uppsala, à 73 km du Globe. Date d'inauguration : 13 juin 2009. Plusieurs écoles d'Uppsala ont participé à la création des lunes de Saturne : Encelade a été la première à être créée par la Kvarngärdesskolan (diamètre 2,5 cm).
- Uranus, au Furuviks Park à Gävle, près du Uruviks Park. 2,6 m de diamètre, située à 143 km du Globe. Le modèle a été vandalisé et reconstruit derrière le magasin Stora à Lövstabruk en 2012. Il s'agit d'un modèle d'extérieur fabriqué en barres d'acier bleu. L'axe de rotation de la planète est marqué en rouge.
- Neptune, à Söderhamn, est faite d'acrylique et renvoie une lumière bleue la nuit. 2,5 m de diamètre, située à 229 km du Globe.

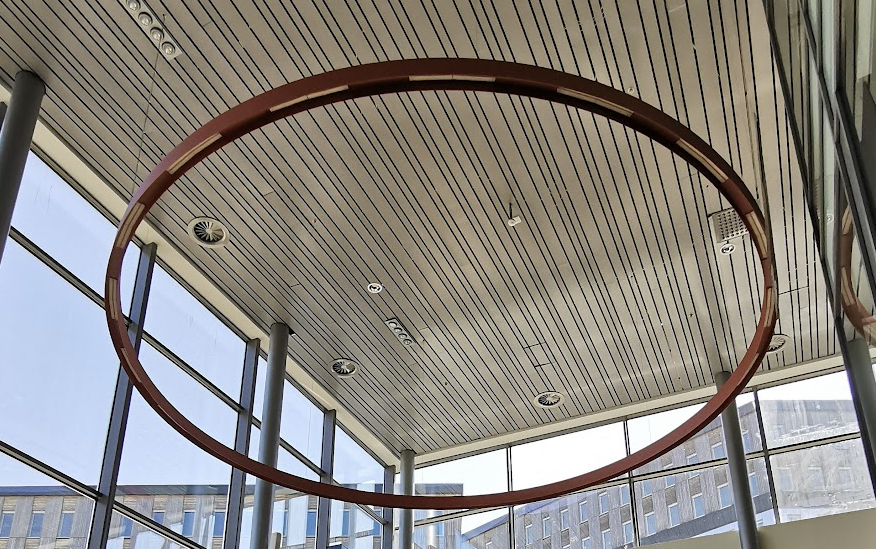
Jupiter
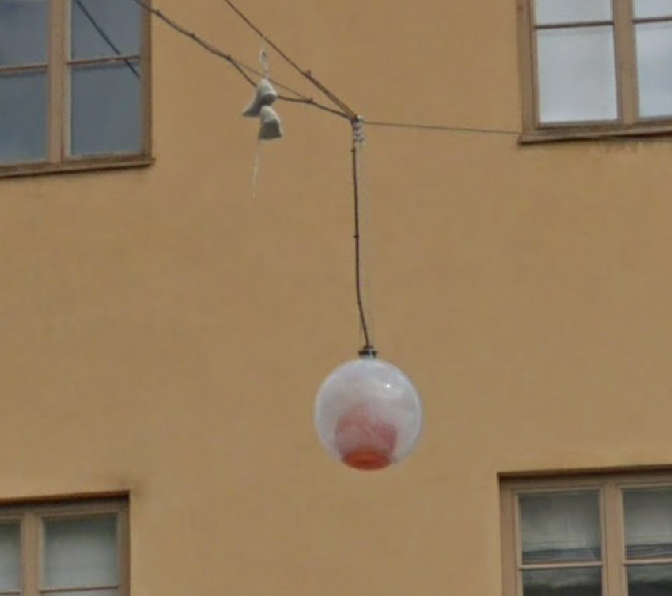
Titan
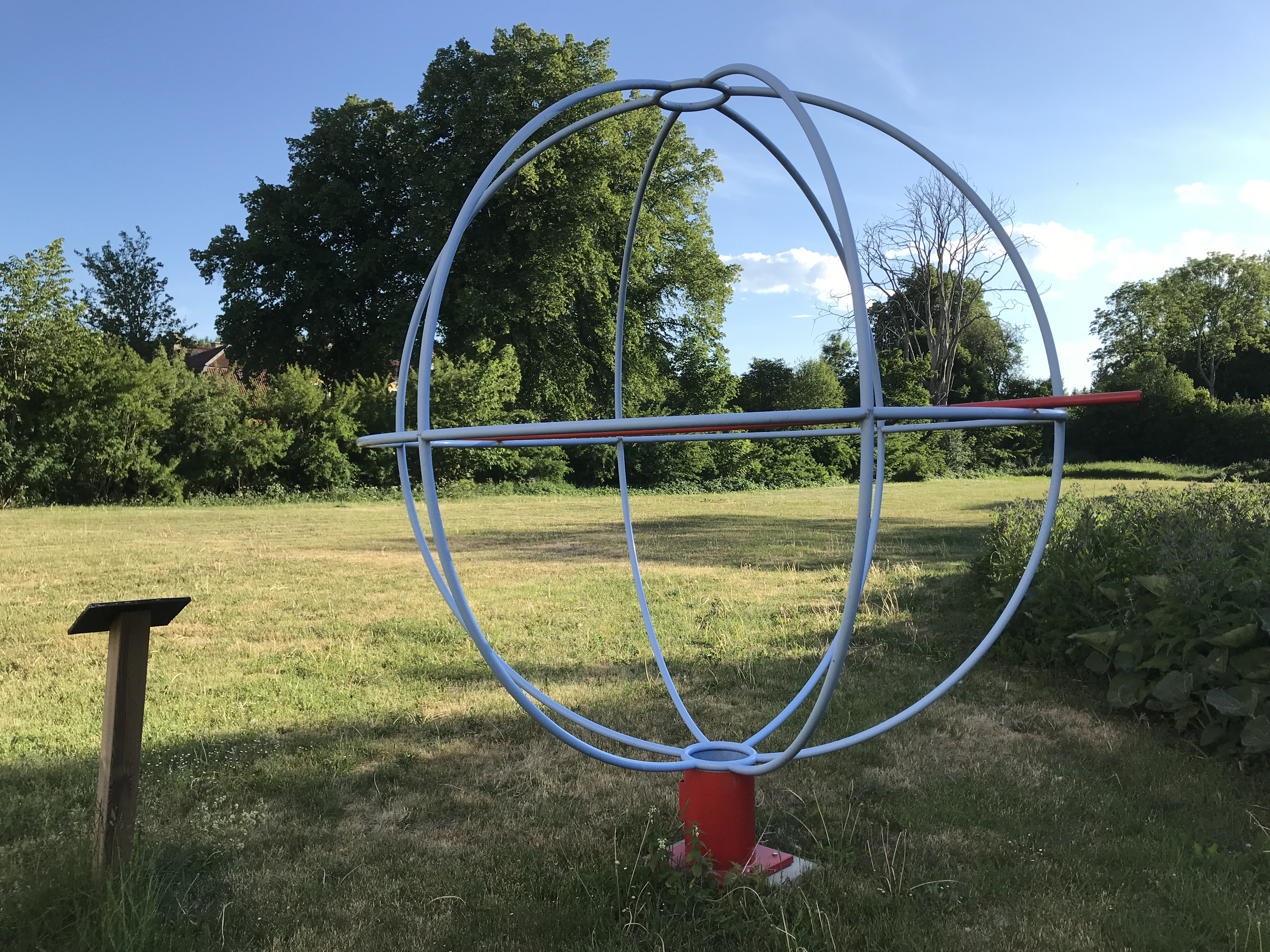
Uranus
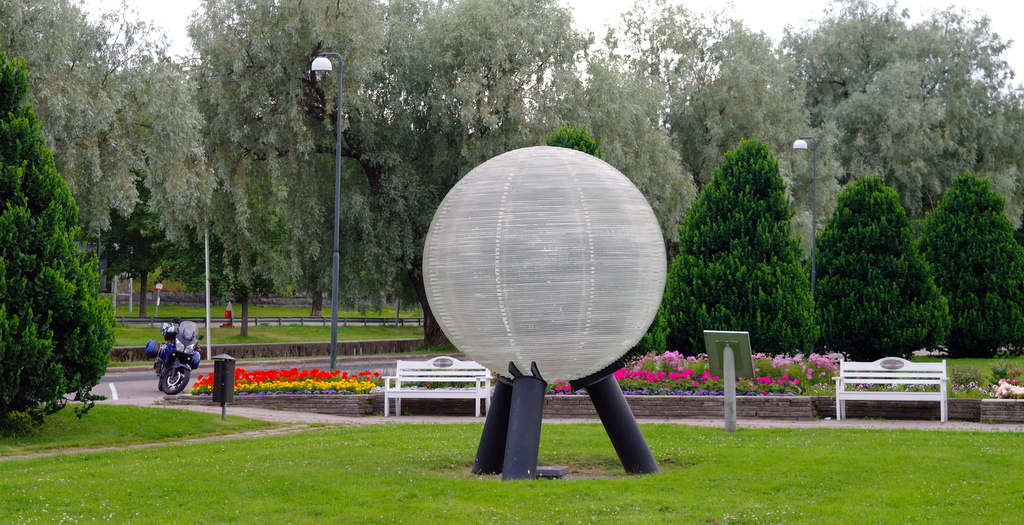
Neptune

### Objets transneptuniens
- La planète naine Pluton et son satellite Charon, près du lac d'impact météoritique Dellen à Delsbo, formé il y a 90 millions d’années. La sculpture est faite en partie d'un minéral rare : le dellenite (et), qui aurait été formé durant l'impact. La sculpture de Pluton mesure 12 cm de diamètre, celle de Charon 6 cm. Elles sont situées à 300 km du Globe.
- Haumea (8,5 cm in diameter) and its moons are depicted in the 2047 Science Centre, Borlänge, 200 km from the Globe.
- Quaoar (6 cm de diamètre) se trouve dans la bibliothèque de Gislaved, à 340 km du Globe.
- Ixion, objet de 759 km de diamètre situé dans la ceinture de Kuiper est représenté à Härnösand à 360 km du Globe.
- Makemake (7 cm de diamètre) est situé au Slottsskogsobservatoriet, un observatoire de Göteborg, à 400 km du Globe.
- 'Oumuamua (0,3 mm de diamètre) est situé dans le village de Plönninge, Halland, à 440 km from the Globe.
- Gonggong (7,5 cm de diamètre) est placé près de l'observatoire Tycho Brahe à Oxie, municipalité de Malmö, à 500 km du Globe.
- Éris (13 cm de diamètre) est situé à Umeå Arts Campus, Umeå, à 518 km du Globe. Fabriqué par Theresa Berg, le modèle doré s'inspire de l'histoire mythique de Éris provoquant une querelle entre trois déesses grecques avec une pomme d'or portant l'inscription καλλίστῃ (kallistē, "à la plus belle").
- Sedna, objet massif d'environ 1 500 km de diamètre situé également dans la ceinture de Kuiper est représenté à la Maison des Techniques (Teknikens hus) à Luleå, à 912 km du Globe.

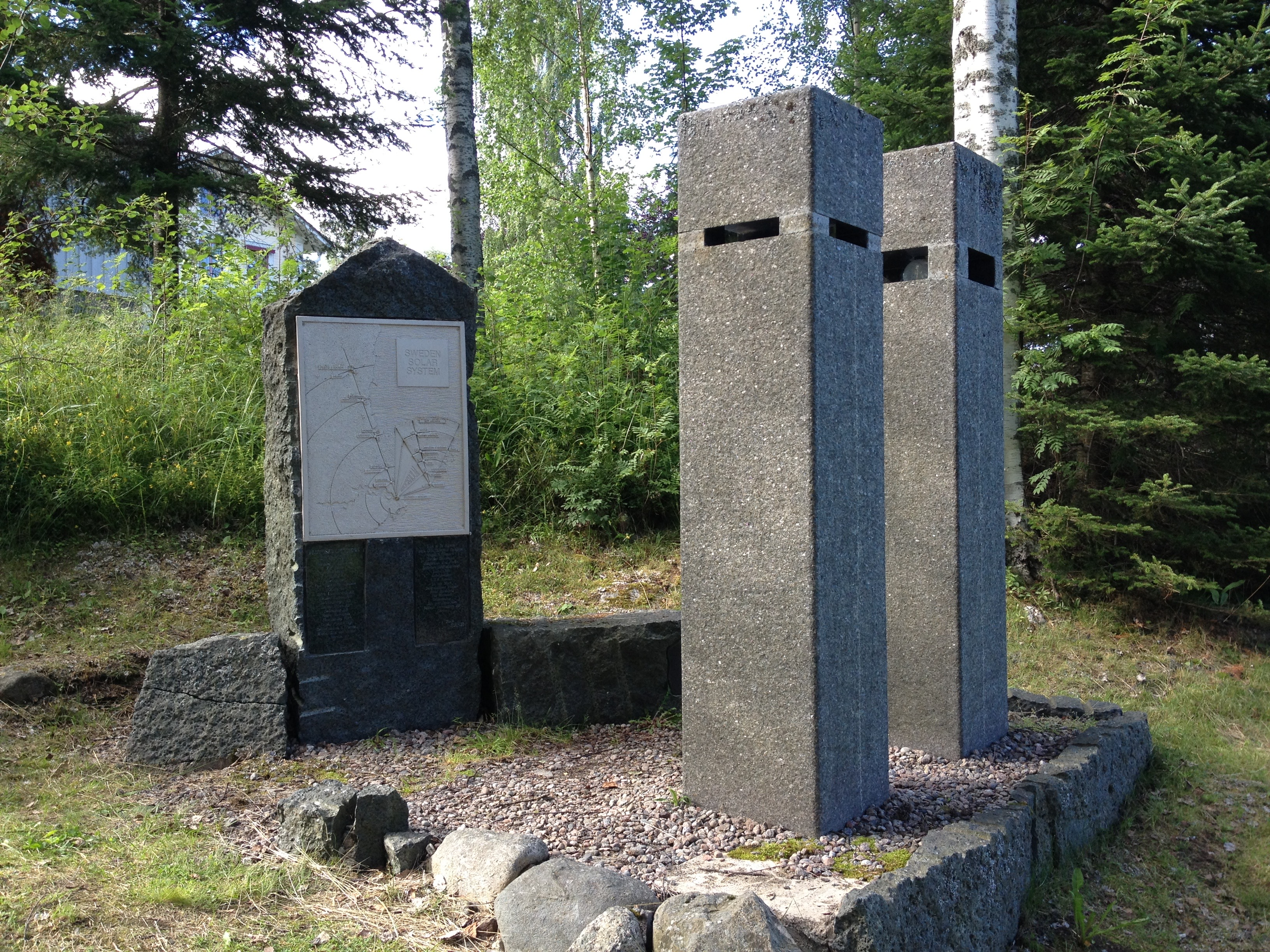
Pluton et Charon
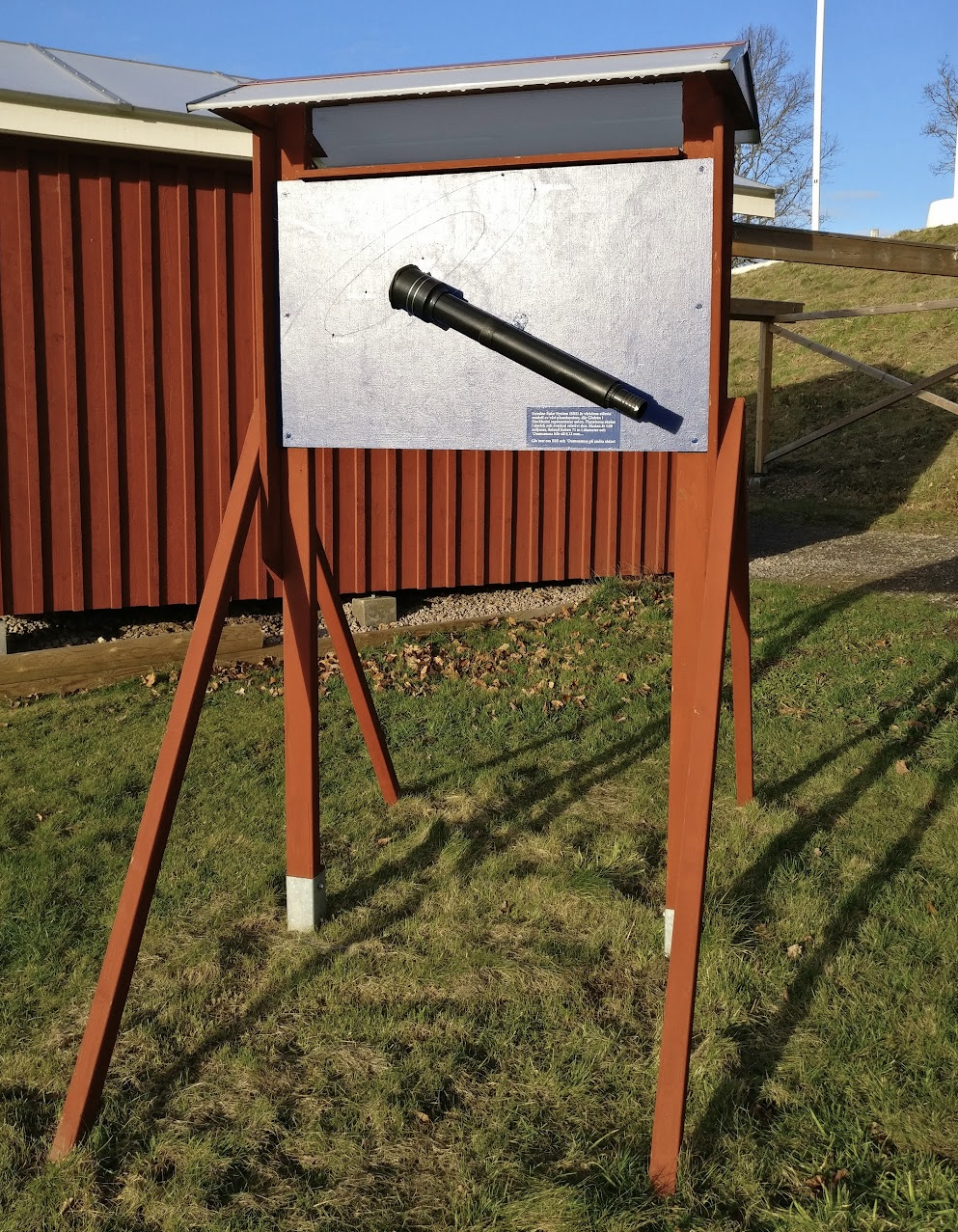
ʻOumuamua in Halland
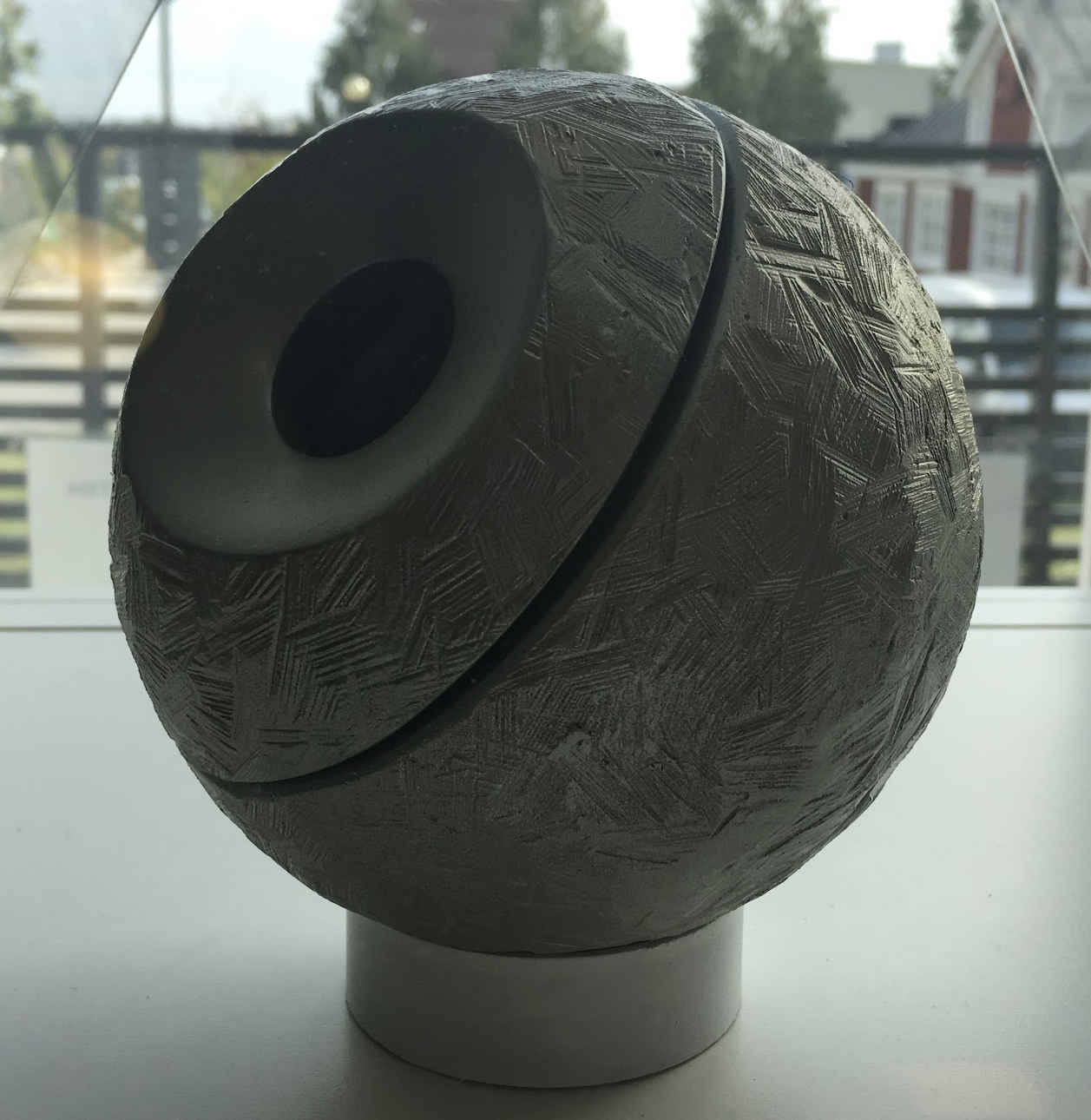
Eris
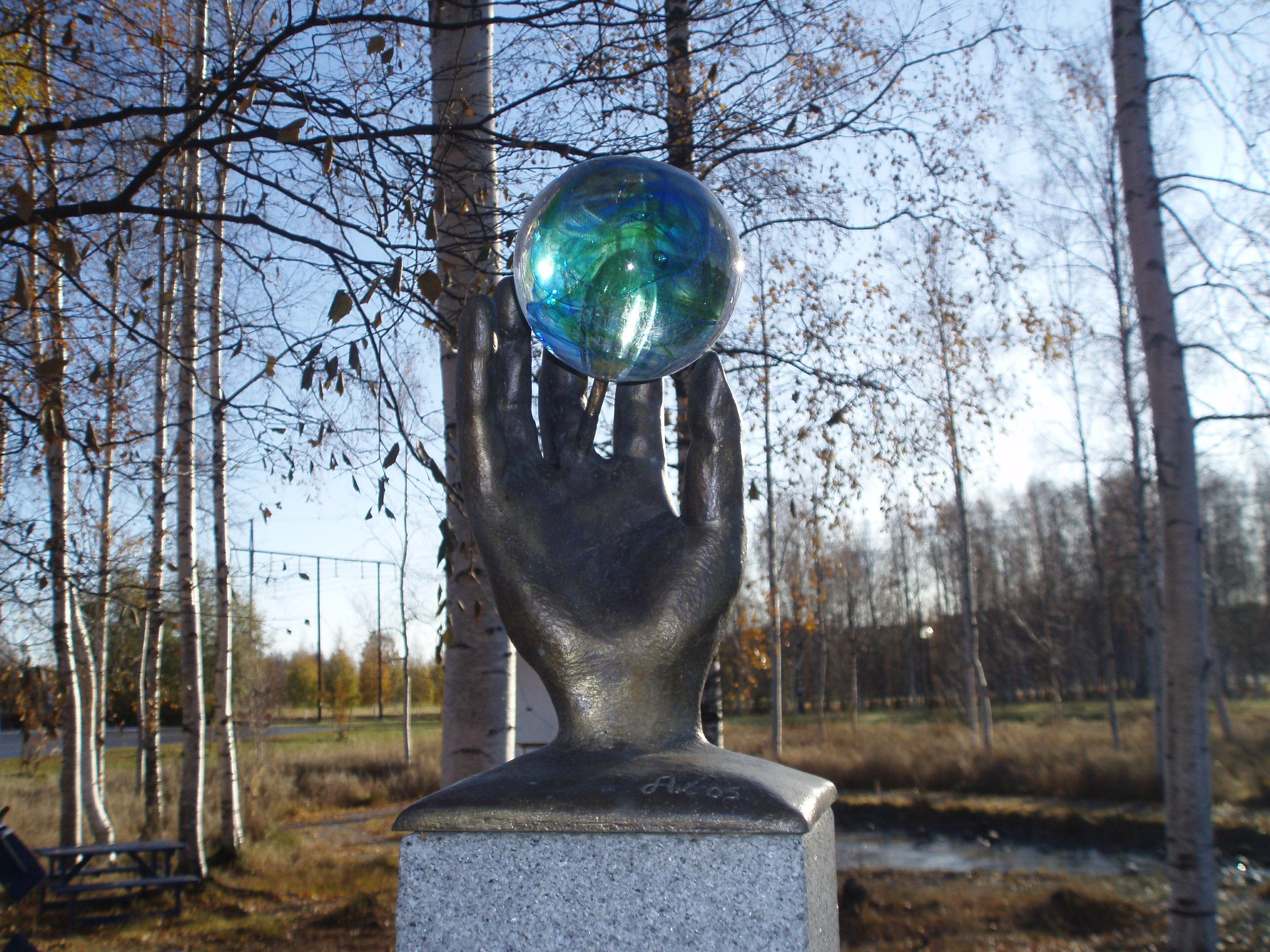
Sedna

### Autres corps
- (471926) Jörmungandr une planète mineure à Stockholm.
- L'objet géocroiseur  Éros est situé à Mörbyskolan, une école dans la municipalité de Danderyd (où se trouve Mars), à 11 km du Globe. Il a été créé pour la Saint-Valentin, en or, à l'image d'Éros, le dieu de l'amour. Ses dimensions sont les suivantes : 2 ×0.7 ×0.7 mm ; (0,98 mm3).
- L'astéroïde (36614) Saltis est situé à la Kunskapsskola de Saltsjöbaden, une école près de l'Observatoire de Stockholm. L'astéroïde a été découvert par A. Brandeker en 2000, à l'aide d'un télescope de l'observatoire, et le corps a été nommé d'après l'emplacement de l'observatoire, Saltsjöbaden.
- L'astéroïde Vesta est situé au gymnase d'Åva, une école secondaire publique à Täby.
- L'astéroïde (306367) Nut, a.k.a. 5025 PL pour Palomar-Leiden, (0,2 mm de diamètre) est situé dans un parc de la municipalité de Knivsta, à 60 km du Globe. Il ne s'agit pas d'une sculpture, mais d'un point sur une carte du Système, placé devant les sculptures cosmiques monumentales d'Erik Ståhl.
- La comète de Halley est situé au Centre scientifique Balthazar, à Skövde. Inauguré le 16 décembre 2009, il existe en réalité quatre modèles de la comète : trois placés à l'extérieur, d'après des dessins d'écoliers, et un à l'intérieur, constitué d'un laser traversant un bloc de verre.
- La comète Swift-Tuttle est située au Kreativum, un centre scientifique de Karlshamn. L'orbite de la comète est la plus proche du Globe dans le centre de Stockholm et la plus éloignée à Karlshamn, à 390 km.
- Le choc terminal est l'un des points les plus éloignés du système solaire. C'est le point où la vitesse du vent solaire devient inférieure à la vitesse du son[6]. La sculpture représentant cet étrange phénomène se trouve à l'institut suédois de physique spatiale (IFR) à Kiruna, au-dessus du cercle polaire arctique, à 950 km du Globe.

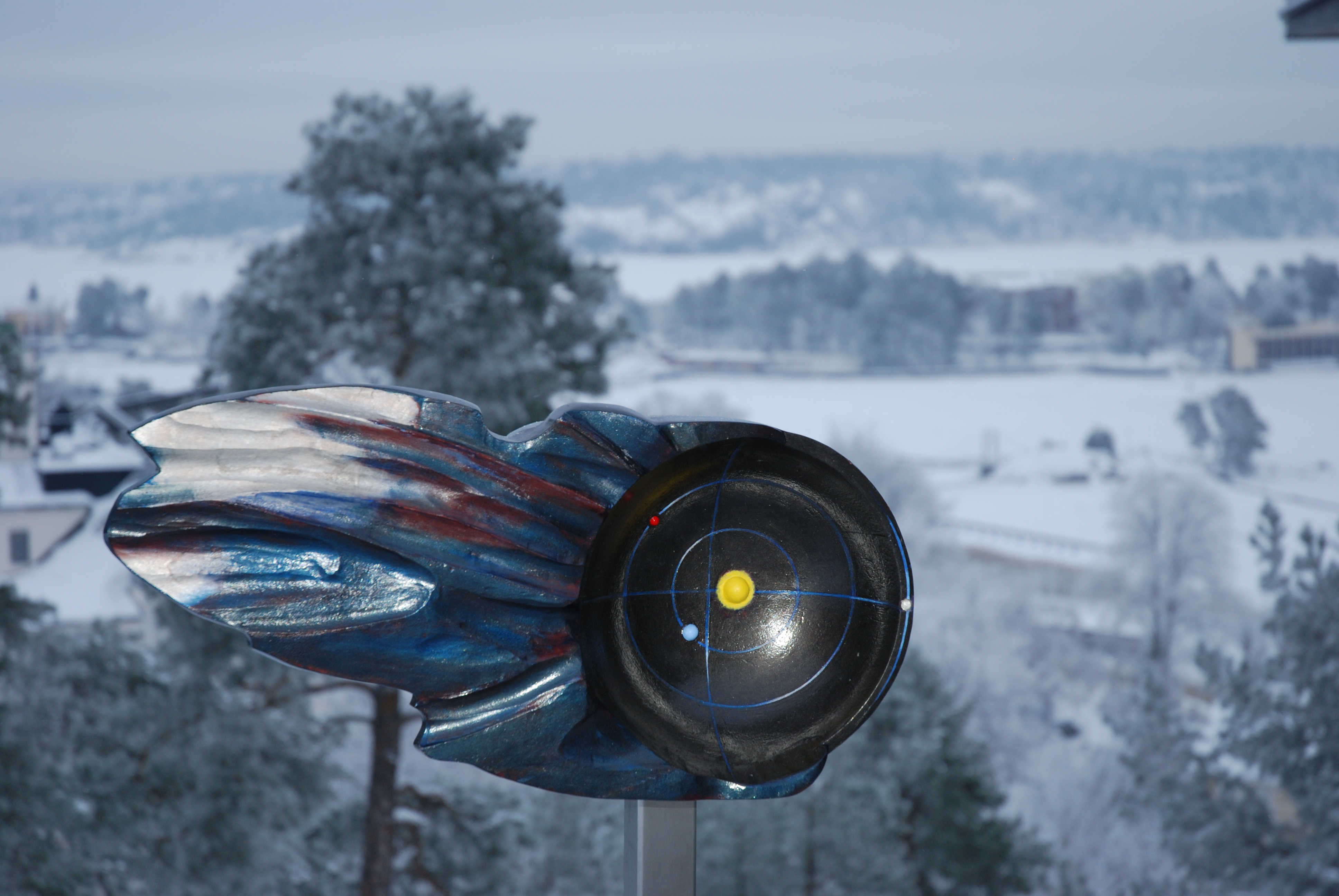
Saltis
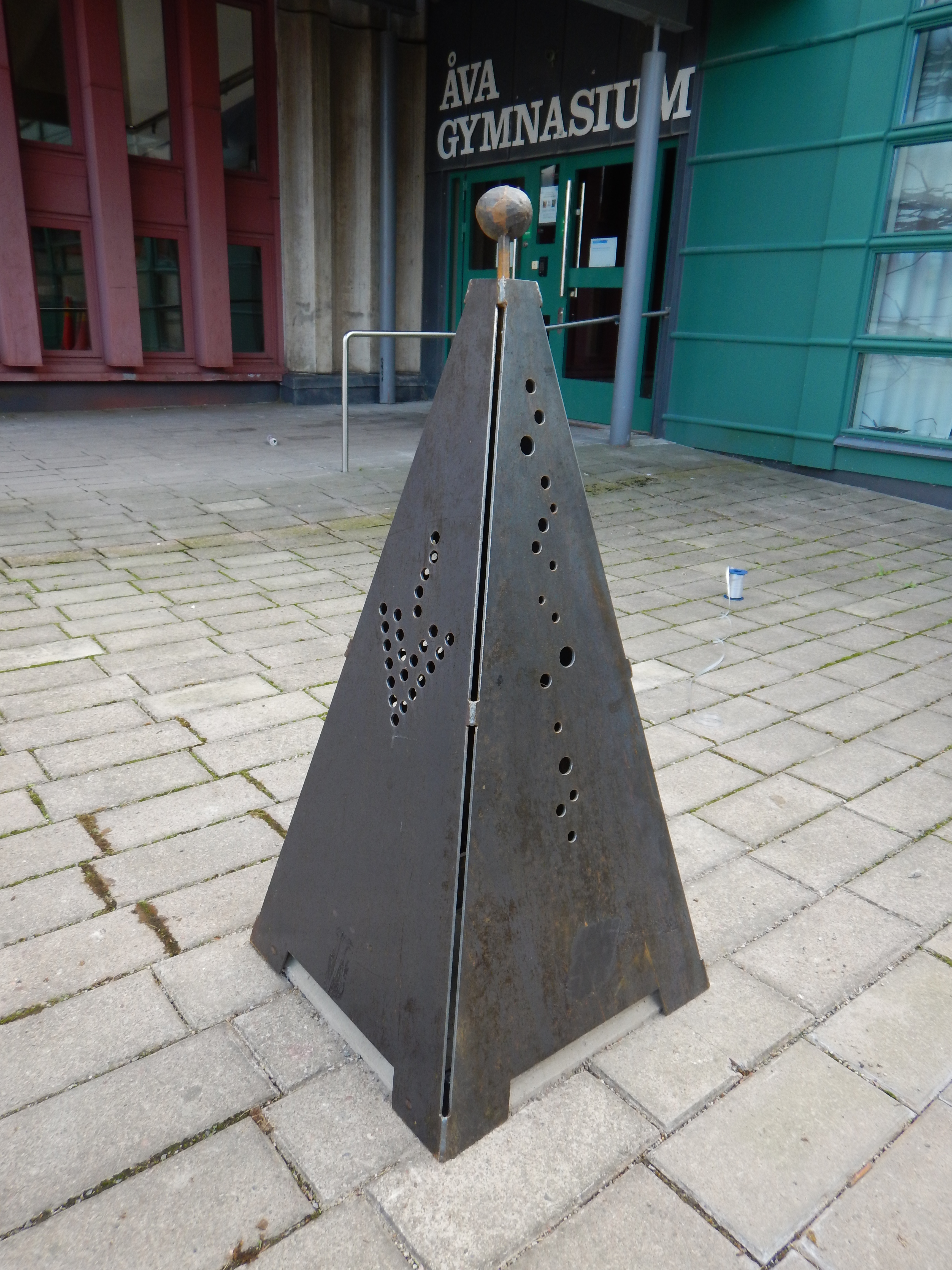
Astéroïde Vesta
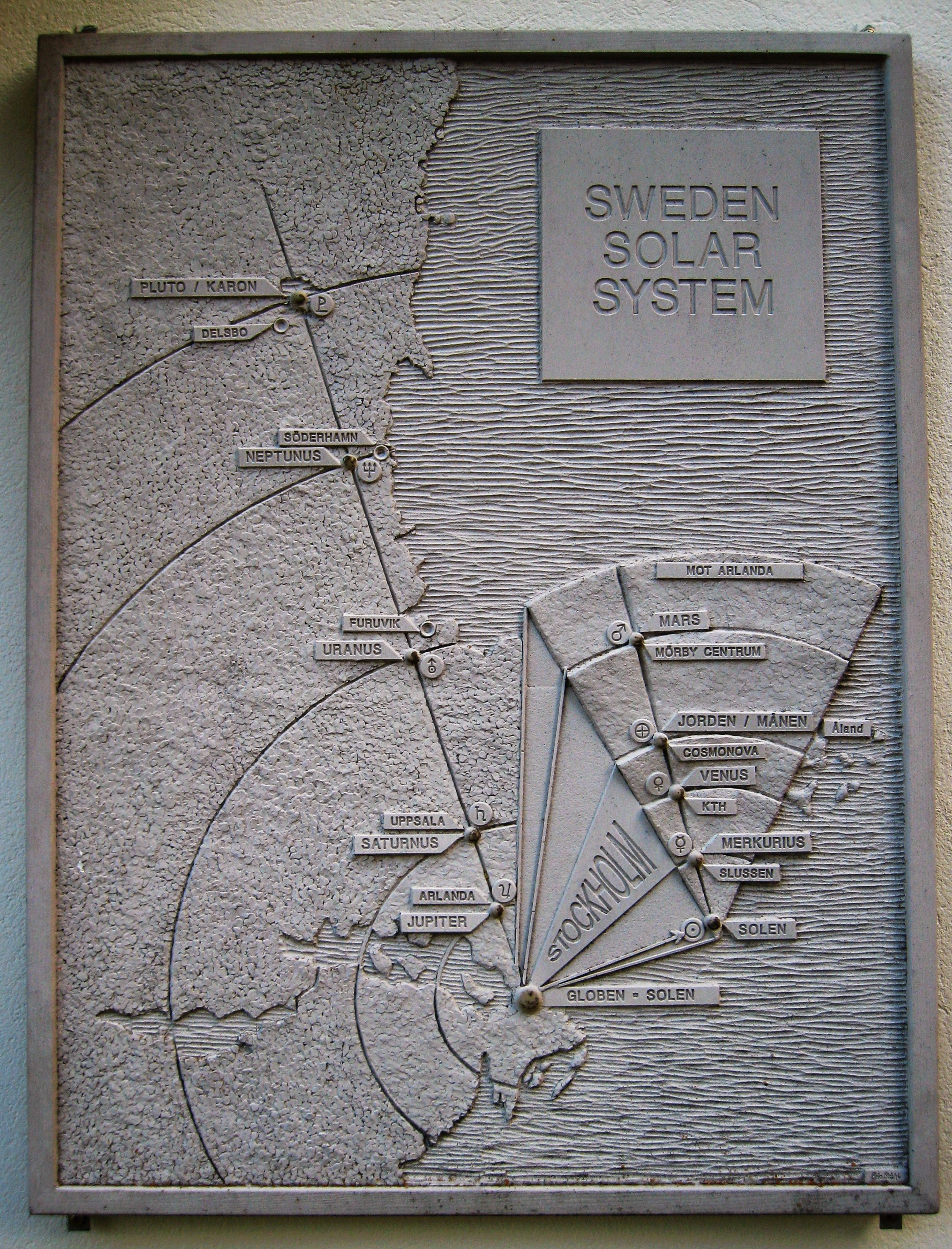
Relief d'Eric Ståhl à Margarethaskolan à Knivsta, l'emplacement de 306367 Nut (5025 PL)
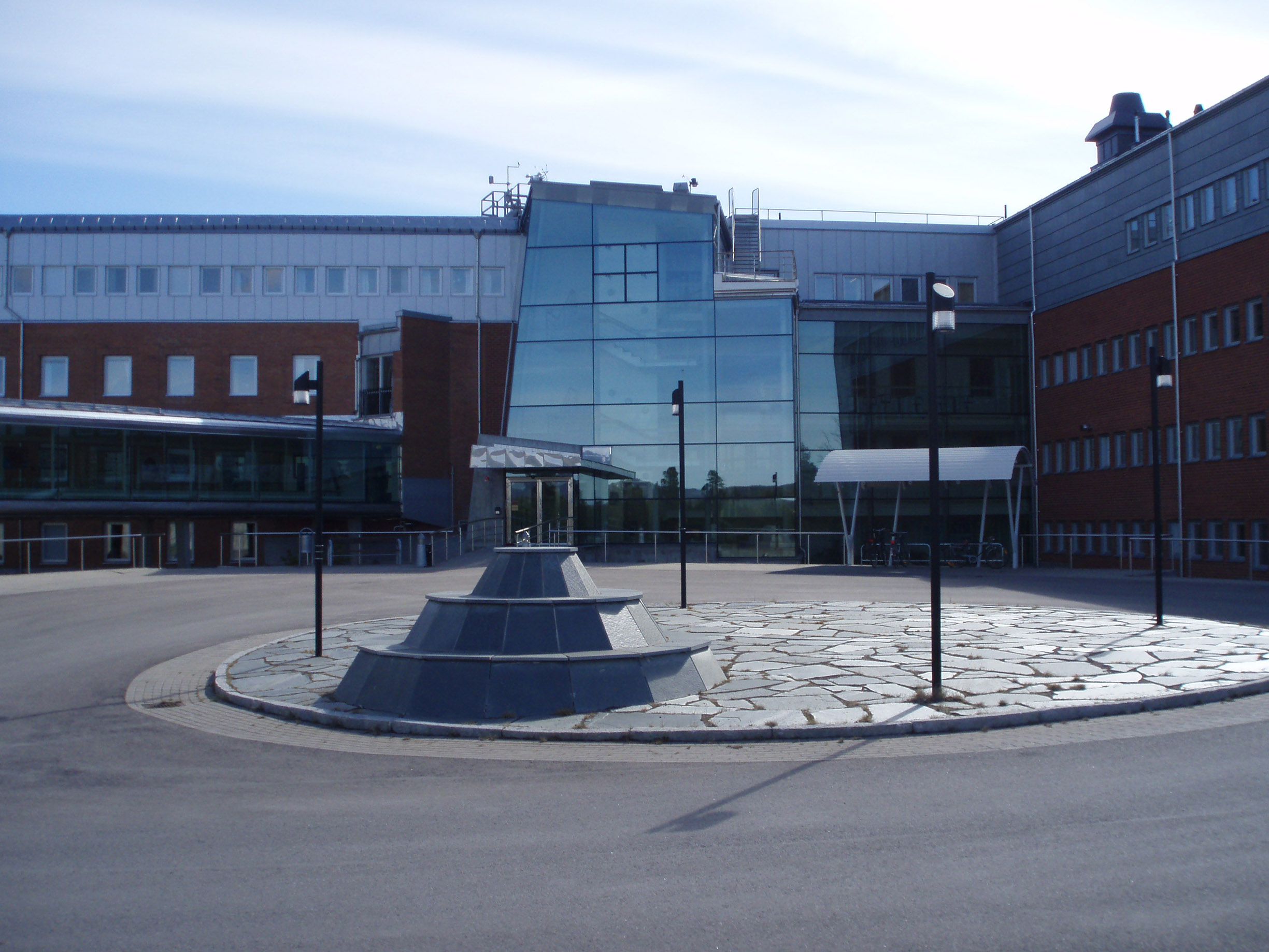
La fondation de la sculpture du Choc Terminal devant l'institut suédois de physique spatiale